# Marirhynchus longasaeta
Marirhynchus longasaeta är en plattmaskart som beskrevs av Schilke 1970. Marirhynchus longasaeta ingår i släktet Marirhynchus och familjen Koinocystididae. Inga underarter finns listade i Catalogue of Life.